# Gérard Calvet (réalisateur)
Pour les articles homonymes, voir Gérard Calvet et Calvet.
 (décembre 2012).
Gérard Calvet est un réalisateur de télévision et producteur d'émissions pour la jeunesse sur Antenne 2 puis France 2, né le 19 juillet 1936 à Ille-sur-Têt et mort le 29 janvier 2018 à Perpignan,

## Biographie
Il commence sa carrière audiovisuelle en 1962 à la Radio des Vallées d'Andorre, programmateur musical des tranches matinales. Producteur d'émissions de variétés : De la rampe au succès, Microsillon magazine et la série humoristique Pot pour rire.
Régisseur des spectacles de Bobino Music-hall en 1966 (Directeur Félix Vitry), il entre à l'ORTF en 1969, chargé de la programmation des courts métrages et des programmes de complément (service de Jacques Planchè).
Pierre Sabbagh, directeur de la deuxième chaîne, le nomme assistant de réalisation, et lui confie la sélection et de la programmation des dessins animés, et du suivi des interludes animés : les variations graphiques et musicales du célèbre "A", imaginées par Jean-Michel Folon. 
En 1975 Antenne 2 lui confie la production de Vacances animées présentée par Virginia Crespeau et de la marionnette Crocosel (élaboré par Jean Dehix). Ces émissions sont diffusées pendant les vacances de juillet et d’août de 1975 à 1977.
1978 : Dorothée et ses amis présenté par Dorothée.
Marie-Thérèse BOUVIER lui confie le service des bandes annonces d'antenne 2 de 1985 à 1986
En parallèle il produit et réalise pour Antenne 2" l'une des séquences de l'émission : " Les enfants du rock" intitulée " Graffiti" .
Et de 1986 a 1989 il réalise:

"Mémoire en fête" pour  F.R.3
"Noël au cœur" édition 1989 pour F.R.3.

## Émissions
- Vacances animées .Antenne 2.
- Dorothée et ses amis  .Antenne 2.
- Mémoire en fête. France Régions 3.
- Noel au coeur . France Régions 3.